# Drikung Chungtsang Rinpoché
 (novembre 2022).
 (novembre 2022).
Drikung Chungtsang Rinpoché, aussi appelé Tenzin Chokyi Nangwa est le 36e détenteur du trône de la lignée Drikung Kagyu et la 8e réincarnation de Chungtsang Rinpoché. Il est considéré comme une manifestation de Manjushri.

## Biographie
Né en 1942, durant l’année du cheval d’eau, dans la région de Lhokha, au Tibet, il est le fils cadet de Trichen Kelsang Nyendrak (son père) et de Rigzin Chodzom (sa mère), parents de cinq garçons, dont Lhagyari Namgyal Gyatso. La famille aristocratique Lhagyari, dont ils font partie, représente l'une des maisons nobles les plus séculaire du Tibet puisqu'elle descend de l'ancienne dynastie royale. Cette branche familiale est appelée Dewa Lhagyari Trichen.
Après le décès prématuré de Tenzin Chökyi Jungne, le 7e Chungtsang Rinpoche (1909-1940), le fils cadet de la famille Lhagyari fut reconnu comme la réincarnation de Chungtsang Rinpoché en 1946 et intronisé au monastère de Drikung Thil. Nombres  de signes, de divinations et de consultations d'oracles confirmèrent sa réincarnation. Gyabra Tritsab eut une vision au lac Lhamo-Latso, corroborée par d'autres divinations du 16e Karmapa et de Sa Sainteté Taklung Matrul. Le gouvernement tibétain authentifia également la réincarnation. De plus, Chungtsang réussit le traditionnel test de l'identification des objets rituels ayant appartenu à ses incarnations antérieures.
À l'âge de huit ans, il commença à apprendre à lire et à écrire, à mémoriser des textes ainsi qu'à accomplir des rites et rituels. Ses principaux maîtres spirituels (yongzin) furent d'abord Gar Khensur Tsangyang Norbu Rinpoché, puis Tritsab Gyabra Rinpoché et enfin, Lama Ayang Rinpoché à partir de 1955. Il reçut les transmissions, habilitations et enseignements de la tradition Kagyupa et plus particulièrement de la tradition Drikung Kagyu de Tritsab Gyabra, Ayang Thubten, Lho Bongtrul Rinpoché et d’autres illustres Lamas.
En 1959, après le soulèvement tibétain, Chungtsang Rinpoché dut endurer l’endoctrinement communiste chinois et des séances de luttes sévères à Nyima Changra Shedra, devenu le siège régional de l'armée chinoise. Il fut maltraité puis emprisonné durant 23 ans, de 1959 à 1982. Lors de la révolution culturelle, il subit de terribles programmes de rééducation et fut contraint à des travaux forcés. À cette époque, il fut transféré au tristement célèbre camp de Kongpo Ningtri. Là-bas, il devait abattre des arbres dans les bois environnants. Un jour, il fut grièvement blessé par la chute d'un arbre. Il est rapporté qu'il ne survécut que parce qu'il était le Kyabgön Rinpoché. Il put recouvrer la liberté en 1983, en pleine libéralisation politique chinoise. Par la suite, il se vit confier un poste au Congrès du peuple régional puis fut nommé à une haute fonction au sein du Département des Affaires Religieuses de la région autonome du Tibet.
En 1985, pour la première fois, Chungtsang Rinpoché fut autorisé à voyager en Inde où il retrouva ses frères. Il se rendit également aux monastères de Drikung au Ladakh. Sur place, il put à nouveau rencontrer Drikung Chetsang Rinpoché après 26 ans de séparation. La seconde fois qu'il put se rendre à l'étranger, ce fut en 1992. À cette occasion, Chungtsang Rinpoché participa à l'inauguration du monastère Jangchubling de Drikung Kagyu Institute à Dehradun (Inde). Comme c’était l’année du Singe que les Tibétains considèrent comme sacrée, il dispensa des enseignements traditionnels de cette année avec Chetsang Rinpoché. Pour les Drikungpa, le soleil et la lune s'étaient enfin à nouveau réunis. À ce moment-là, Chungtsang Rinpoche fut promu secrétaire général adjoint du Bureau des Affaires Religieuses à Lhassa, un poste qu'il occupe encore aujourd'hui.